# 朴惠正
朴惠正（2003年3月12日—），生于安山市，韩国女子举重运动员，2023年世界举重锦标赛女子87公斤以上级金牌得主、2022年亞洲運動會女子87公斤以上级金牌得主。2024年夏季奧林匹克運動會女子81公斤以上級舉重比賽銀牌得主。